# Rety

Rety este o comună în departamentul Pas-de-Calais, Franța. În 1 ianuarie 2022 avea o populație de 2.050 de locuitori.

## Istoric
Enguerrand de Bournonville, cunoscut sub numele de "Gamot", domnul Château-Briçon, în actualul oraș Rety, sa luptat și a murit la bătălia de la Azincourt în 1415.

## Toponimie
- Rety: Reetseke (1130), Rethi și Resthi (1133), Reteke (1234) 1. Reetseke în limba flamandă2.
- Rebertingue: Rumertenges (1286), Rebertengues (1415). Toponym în inginerie frenchified în ingue.

Începând cu 1 ianuarie 2014, numele orașului este scris oficial "Rety" 4, deși la nivel local se folosește ortografia "Rety".